# Robles Rock
Robles Rock is een Nederlands muziekfestival dat 's zomers in Grootegast (Groningen) werd gehouden. Het festival werd sinds 2009 gehouden in de Notaristuun in Grootegast. De laatste editie vond plaats in 2014.
Robles Rock is een van de festivals in het Westerkwartier. Het festival profileert zich als een familiefestival.

## Oorsprong
De oprichter van Stichting Robles Rock, Johannes Dolislager, zette het festival op als reactie op de weinige cultuurevenementen binnen de regio. Het festival is vernoemd naar Caspar de Robles, stadhouder van Friesland, Groningen en Drenthe aan het begin van de Tachtigjarige Oorlog.
In de periode 2009-2011 werd Robles Rock financieel mede mogelijk gemaakt met subsidie. Wegens ontbrekende subsidies van de gemeente werd in 2012 besloten om niet verder te gaan met het evenement. In 2014 bevestigde de organisatie dat de subsidies weer verleend werden en er een nieuwe editie zou komen.

## Podia en artiesten

### Podia
Het festival varieert per jaar in het aantal podia. De eerste editie van het festival had één podium, terwijl er tijdens de tweede editie drie podia stonden: de Casper Robles-stage, de Abel Tasman-stage en de Westerkwartierstage. De derde editie telde er twee hoofdpodia en tijdens de vierde editie stond er weer één podium.

### Artiesten
Onderstaand een overzicht van artiesten die op het festival hebben opgetreden.

#### 2009
- Dobbeljoe
- Sijtse Scheeringa
- Dudettes
- Spotrockers
- No More Mister Nice Guy
- The Phrases
- Radius
- Vangrail[1]

#### 2010
- Rigby
- Destine
- Only Seven Left
- Christiaan Hof
- Krause
- Radius
- Roos
- The Wooden Constructions
- Killed By Moose
- The Wrong Jeremies
- Them Holy Rollers
- Tommy Ebben
- Twiggy Sleaze
- Westkantstad[7]

#### 2011
- Handsome Poets
- Memphis Maniacs
- Only Seven Left
- Switch
- Twiggy Sleaze
- Project Unknown
- Secret Umbrella
- Jetz[8]
- Daisy and the Jitterbugs
- Procussion
- Relead
- Spotrockers
- Traumahelikopter
- VanderLinde[9]

#### 2014
- Rigby[10]
- Only Seven Left
- 7NA
- Radius
- MakeBelieve
- Midnight Company
- Lucas Hamming
- Faceless
- Ten Years Today
- Morning Moon